# Chemin de fer urbain de Kinshasa
| \| \| \| von Matadi \| \| \| \| 321 \| Kasangulu \| 400 m \| \| \| \| \| \| \| \| \| Blockstelle 329 \| \| \| \| \| \| \| \| \| 338 \| Kimwenza \| 330 m \| \| \| \| Kilembo \| \| \| \| \| Rifflart \| \| \| \| \| Matete \| \| \| \| \| Flughafen Ndjili \| \| \| \| \| Masina Siforco Camp Bandara \| \| \| \| \| Masina Quartier 3 \| \| \| \| \| Masina Wireless \| \| \| \| \| Masina Petro-Congo \| \| \| \| \| \| \| \| \| \| Limete UZAM (Kingabwa) \| \| \| \| \| Limete \| \| \| \| \| Limete Amicongo \| \| \| \| \| Ndolo \| \| \| \| 365 \| Kinshasa Ostbahnhof (307 m) \| Kinshasa Ostbahnhof (307 m) \| \| \| \| \| \| \| \| \| Kinshasa Westbahnhof (Kitambo Magasin) \| \| \| \| \| \| \| \| \| \| Kinsuka Pumpe (Ngaliema) \| \| |     |                                        |                                        |
| Strecke |     | von Matadi                             | von Matadi                             |
| Bahnhof | 321 | Kasangulu                              | 400 m                                  |
| Haltepunkt / Haltestelle |     |                                        |                                        |
| Haltepunkt / Haltestelle |     | Blockstelle 329                        | Blockstelle 329                        |
| Haltepunkt / Haltestelle |     |                                        |                                        |
| Bahnhof | 338 | Kimwenza                               | 330 m                                  |
| Haltepunkt / Haltestelle |     | Kilembo                                | Kilembo                                |
| Bahnhof |     | Rifflart                               | Rifflart                               |
| Bahnhof |     | Matete                                 | Matete                                 |
| Kopfbahnhof Streckenanfang · Strecke |     | Flughafen Ndjili                       | Flughafen Ndjili                       |
| Haltepunkt / Haltestelle · Strecke |     | Masina Siforco Camp Bandara            | Masina Siforco Camp Bandara            |
| Bahnhof · Strecke |     | Masina Quartier 3                      | Masina Quartier 3                      |
| Haltepunkt / Haltestelle · Strecke |     | Masina Wireless                        | Masina Wireless                        |
| Haltepunkt / Haltestelle · Strecke |     | Masina Petro-Congo                     | Masina Petro-Congo                     |
| Strecke nach links · Abzweig geradeaus und von rechts |     |                                        |                                        |
| Haltepunkt / Haltestelle |     | Limete UZAM (Kingabwa)                 | Limete UZAM (Kingabwa)                 |
| Dienststation / Betriebs- oder Güterbahnhof |     | Limete                                 | Limete                                 |
| Haltepunkt / Haltestelle |     | Limete Amicongo                        | Limete Amicongo                        |
| Bahnhof |     | Ndolo                                  | Ndolo                                  |
| Kopfbahnhof Streckenanfang und quer · Abzweig geradeaus, nach rechts und von rechts | 365 | Kinshasa Ostbahnhof (307 m)            | Kinshasa Ostbahnhof (307 m)            |
| |     |                                        |                                        |
| Bahnhof |     | Kinshasa Westbahnhof (Kitambo Magasin) | Kinshasa Westbahnhof (Kitambo Magasin) |
| |     |                                        |                                        |
| Kopfbahnhof Streckenende |     | Kinsuka Pumpe (Ngaliema)               | Kinsuka Pumpe (Ngaliema)               |

Die Chemin de fer urbain de Kinshasa (deutsch Stadtbahn Kinshasa) ist ein Nahverkehrssystem innerhalb der kongolesischen Hauptstadt Kinshasa. Betreiber ist die staatliche Verkehrsgesellschaft ONATRA. Sie nutzt das Netz der Matadi-Kinshasa-Bahn und zwei Zweigstrecken.

## Geschichte
Ursprünglich verkehrten die Züge durch den heutigen Boulevard du 30 Juin. Bei der Umspurung auf Kapspur in den 1930er-Jahren wurde der Hauptbahnhof vom heutigen Westbahnhof an den neuen Hafen beim Ostbahnhof verlegt und die Strecke dazwischen leicht südlich neu trassiert. Die Verlängerung nach Kinsuka Pumpe sowie die Zweiglinie von Limete nach dem Flughafen wurden später erbaut. Bis in die 1950er Jahre gab es eine schnurgerade Stichlinie von Ndolo nach Kauka (in der Gemeinde Kalamu), der damaligen Arbeitersiedlung der kolonialen Bahn- und Hafengesellschaft OTRACO (Office des Transports Coloniaux). Diese Linie überquerte die Landepiste des Flughafens N’Dolo.
2005 standen zwei altersschwache Züge zur Verfügung, welche auf den ersten beiden Linien je vier Kurse pro Tag fuhren und dabei häufig überfüllt waren. Chronischer Geldmangel, verstärkt durch die unter dem Personal grassierende Korruption, vereitelte Investitionen in die für viele Einwohner Kinshasas wichtige Eisenbahn.
2008 begann mit belgischer Hilfe die Ertüchtigung dieses Bahnsystems. Vier Jahre Bauzeit und 7 Millionen Euro wurden dafür veranschlagt. Der Fuhrpark soll um vier Lokomotiven und vierzig Wagen ergänzt werden. Bis im Frühsommer 2010 hatten die Arbeiten jedoch noch nicht begonnen. Es verkehrte ein Zugpaar zwischen Kasungulu und dem Ostbahnhof. Die Strecke zum Westbahnhof war wegen Straßenbauarbeiten geschlossen, Informationen über die Flughafenlinie widersprüchlich.
Im Juli 2011 wurden zwei tschechische Diesellokomotiven der Baureihe 742 übernommen. Die Lokomotiven mussten für den neuen Einsatzort auf Kapspur umgespurt werden.

## Netz
Es verkehren drei Linien, die alle in Kinshasa Ostbahnhof beginnen und zu jeweils einer der drei anderen Endstationen fahren.
- Kinshasa Ostbahnhof – Masina – Flughafen Ndjili
- Kinshasa Ostbahnhof – Matete – Kimwenza – Kasangulu (in Niederkongo)
- Kinshasa Ostbahnhof – Kinshasa Westbahnhof – Kinsuka Pumpe (in Ngaliema)